# Gilbert Emery
Gilbert Emery właśc. Gilbert Emery Bensley Pottle (ur. 11 czerwca 1875 w Naples, zm. 28 października 1945 w Los Angeles) – amerykański aktor filmowy i teatralny, a także prozaik i dramaturg.

## Filmografia[1]
- 1941: Lady Hamilton jako lord Spencer
- 1941: Twarz kobiety jako współpracownik sędziego
- 1939: Święty powraca jako Martin Eastman
- 1938: Władca Jeff jako sędzia
- 1938: Korsarz jako kapitan Lockyer
- 1937: Kapitan Taylor jako kapitan Martisel
- 1937: Życie Emila Zoli jako minister wojny
- 1936: Żona czy sekretarka jako Simpson
- 1936: Córka Draculi jako sir Basil Humphrey
- 1936: Młody lord Fauntleroy jako Purvis
- 1934: Rodzina Rotszyldów jako premier
- 1934: Otchłań życia jako Dean
- 1932: Pożegnanie z bronią jako brytyjski major
- 1930: Sarah i syn jako John Ashmore
- 1921: Kuzynka Kate jako Heath Desmond